# Xander Bogaerts
Xander Jan Bogaerts, OON (IPA: [ˈsandər ˈboxarts]; Oranjestad, 1º ottobre 1992), è un giocatore di baseball olandese, originario di Aruba, interbase nei San Diego Padres della Major League Baseball.
Dopo aver firmato un contratto come free agent amatoriale con i Boston Red Sox nel 2009, Bogaerts fece il proprio debutto in MLB nel il 20 agosto 2013, disputando 30 partite tra stagione regolare e post-season, aiutando i Red Sox a vincere le World Series 2013. Dalla stagione 2014 è interbase titolare della franchigia e nel 2015 ha vinto il premio Silver Slugger dell'American League.

## Biografia

### Carriera

#### Leghe minori
Mike Lord, un talent scout dei Boston Red Sox, scoprì Bogaerts nel 2009. Dopo essere stato lontano dai campi per due settimane a causa della varicella, Bogaerts fece un provino con Lord, che lo raccomandò a Craig Shipley, allora vicepresidente della ricerca internazionale per i Red Sox. Shipley si recò ad Aruba per osservare Bogaerts in azione e i Red Sox lo misero sotto contratto.
Bogaerts fece il proprio debutto professionistico nel 2010 con la Dominican Summer League (DSL) Red Sox, dove ebbe una media battuta di .314, percentuale di arrivo in base (OBP) di .396 e una media bombardieri (SLG) di .423. Fu il migliore della DSL Red Sox nella media battuta, in valide (75), fuoricampo (3), punti battuti a casa (RBI) (42), basi totali (101), media bombardieri (SLG) e percentuale di arrivi in base (OPS). Fu quinto in tutta la DSL in RBI e decimo per le basi totali. Ebbe una media di difesa di .929. L'anno successivo Bogaerts giocò un'intera stagione per i Greenville Drive della Class A South Atlantic League, con una media battuta di .260, .324 di OBP e .509 di SLG, una media di difesa di .924 e eseguendo 16 fuori campo in 72 partite. Nel 2011 venne convocato nella nazionale Olandese in occasione del Baseball World Cup, vincendo la medaglia d'oro.
Durante la stagione 2012, Bogaerts iniziò nella Class-A e giocò per i Portland Sea Dogs della Eastern League. Venne nominato tra le All-Star Futures Game del 2012. Giocò per il Netherlands national baseball team nel 2013 World Baseball Classic.
Prima della stagione 2013, Bogaerts venne inserito in quinta posizione nella classifica dei giocatori da osservare stilata da Keith Law di ESPN, che lo descrisse come «Ad appena vent'anni, Bogaerts ha giocato come interbase per Portland ma non ha ancora generato la potenza che ci si aspetta dai suoi swing». All'inizio del 2013, Bogaerts venne inserito alla sesta posizione dei 100 giovani speranze dal sito MLB.com e ottavo nella lista stilata da Baseball America.

#### Boston Red Sox (2013-presente)

##### 2013

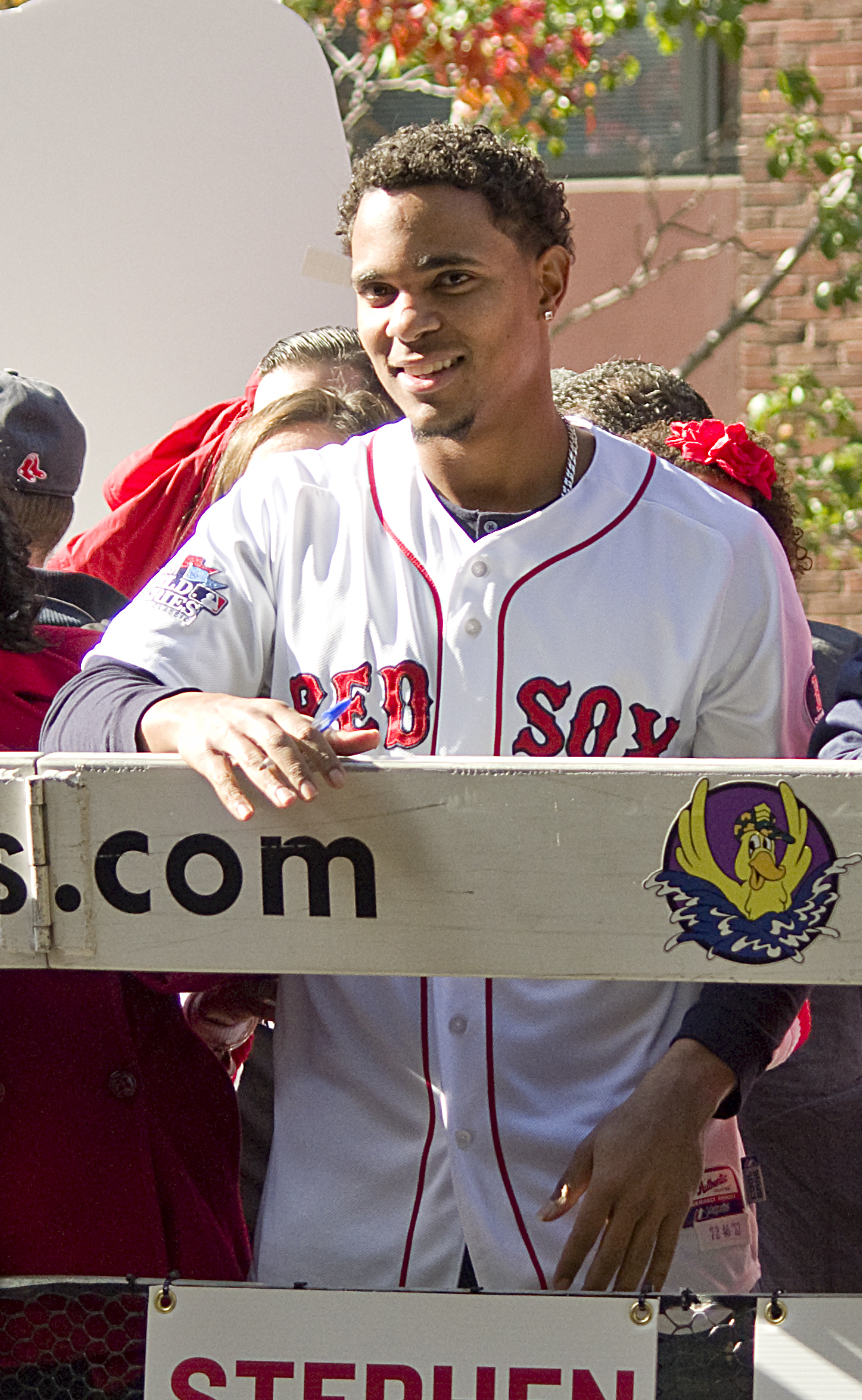
Bogaerts dopo la vittoria delle World Series 2013

Bogaerts iniziò la stagione con Portland e, a metà giugno, venne promosso nei Pawtucket Red Sox della Triple-A International League. I Red Sox promossero Bogaerts nella major league il 19 agosto. Debuttò nella MLB il 20 agosto 2013, al AT&T Park di San Francisco, contro i San Francisco Giants. Il 7 settembre eseguì il suo primo fuoricampo in MLB contro il lanciatore dei New York Yankees Jim Miller. Durante il suo periodo in MLB, Bogaerts partecipò a 18 partite, con una media battuta di .250 con un fuoricampo, 5 punti battuti a casa e una base rubata.

##### 2014
Bogaerts iniziò la stagione come interbase titolare ill 31 marzo contro i Baltimore Orioles. Il 2 giugno venne spostato in terza base, a causa del nuovo contratto tra Red Sox e Stephen Drew. Tornò a giocare come interbase dal 31 luglio 2014, quando Drew venne messo sotto contratto dai New York Yankees.

##### 2015
Durante la stagione 2015, Bogaerts ottenne una media battuta di .320, posizionandosi secondo, dietro Miguel Cabrera, nella classifica dei migliori battitori della American League. Dalla fine di luglio, venne sempre inserito come secondo o terzo nell'Ordine di battuta. Al termine della stagione fu premiato con il Silver Slugger award per gli interbase. Per le sue prestazioni in difesa, venne anche inserito tra i finalisti del Guanto d'oro come interbase.

##### 2016

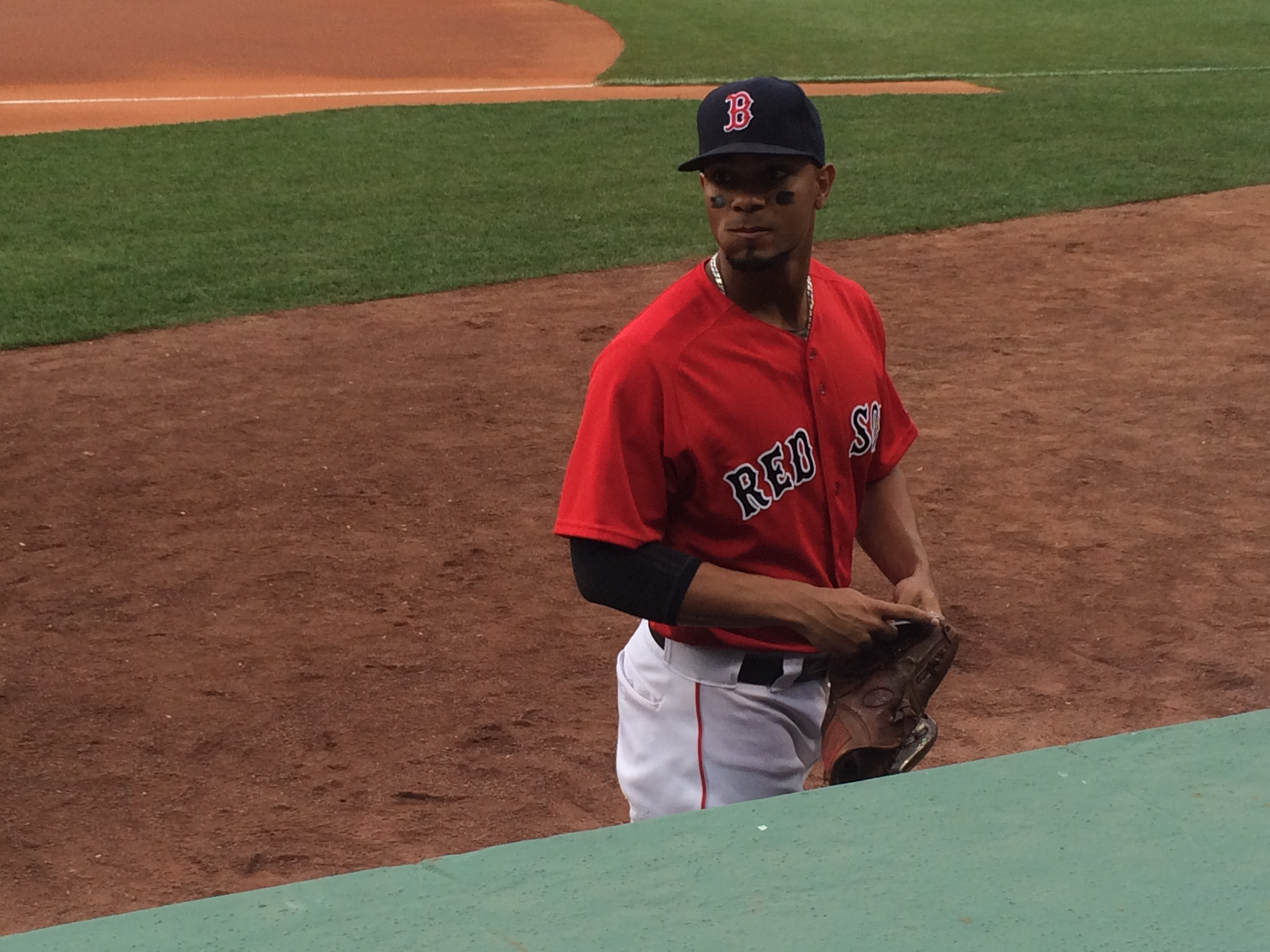
Bogaerts prima di una partita nel 2016

Nel 2016 Bogaerts giocò nuovamente come interbase per i Red Sox, battendo sempre come terzo in ordine di battuta. Venne scelto per giocare il MLB All Star Game per la prima volta nella sua carriera. Bogaerts terminò la stagione con una media battuta di .294 e ricevette nuovamente il Silver Slugger Award per gli interbase dell'American League.

### Vita privata
Xander ha un fratello gemello, Jair, che è sotto contratto con i Red Sox come free agent internazionale.
Xander Bogaerts è il quinto giocatore di Aruba a giocare in MLB, dopo Sidney Ponson, Calvin Maduro, Gene Kingsale e Radhames Dykhoff. Nel 2011, dopo aver vinto la medaglia doro nella Baseball World Cup, Bogaerts ricevette il titolo di Cavaliere dell'Ordine di Orange-Nassau.

## Nazionale
Bogaerts ha disputato con la nazionale Olandese il Campionato mondiale di baseball 2011 e il World Baseball Classic 2013 e 2017.

## Palmarès

### Club
- World Series: 2

Boston Red Sox: 2013, 2018

### Individuale
- MLB All-Star: 3

2016, 2019, 2021
- Silver Slugger Award: 4

2015, 2016, 2019, 2021
- Giocatore della settimana dell'American League: 1

(8-14 luglio 2018)

### Nazionale
- Campionato mondiale di baseball:  Medaglia d'Oro

Team Paesi Bassi: 2011